# إيولاندا ناني
إيولاندا ناني (29 نوفمبر 1968 - 27 أغسطس 2018) كانت سياسية إيطالية في حركة خمس نجوم. تخرجت ناني من المدرسة الثانوية الكلاسيكية، وقبل أن تصبح سياسية عملت كموظفة في شركة خاصة.
في الانتخابات الإقليمية في لومباردي عام 2013 تم انتخابها مستشارًا إقليميًا من بين صفوف حركة 5 نجوم في مقاطعة بافيا.
في يناير 2018 قررت الترشح للانتخابات البرلمانية لعام 2018 في مجلس النواب على الرغم من مرضها. وانتخبت لعضوية المجلس في دائرته بنسبة 21.88٪ من الأصوات.
تم تشخيص إصابتها بالسرطان وتوفيت في 27 أغسطس 2018 عن سن 49. أخذت فالنتينا بارزوتي مكانها في الغرفة التشريعية.